# Luiz Dulci
Luiz Soares Dulci GCIH • GCMD • GOMM (Santos Dumont, 7 de janeiro de 1956) é um professor, sindicalista e político brasileiro filiado ao Partido dos Trabalhadores (PT). Foi ministro-Chefe da Secretaria-Geral da Presidência da República durante o governo Lula.

## Biografia
Foi o secretário-geral da Presidência da República no governo Lula. Foi um dos fundadores do PT, em 1980. Coordenou, ao lado de Lula e de outros sindicalistas, o movimento que levou à formação do partido.
Dulci se formou em Letras Clássicas pela Universidade Federal do Rio de Janeiro. Em 1974 começou a lecionar literatura e português, com ênfase em educação de adultos.
Tornou-se um militante do movimento sindical dos professores no Rio e em Minas Gerais, coordenando as primeiras grandes greves dos trabalhadores do Ensino Público. Também ajudou a fundar a CUT (Central Única dos Trabalhadores), em 1983. Dulci integrou a executiva nacional do PT desde a fundação até assumir a Secretaria Geral da Presidência da República, no governo Lula. O último cargo por ele ocupado no partido tinha sido a secretaria-geral.
Dulci foi deputado federal na primeira bancada do partido na Câmara dos Deputados, a partir de 1982. Trabalhou na prefeitura de Belo Horizonte nas gestões de Patrus Ananias e Célio de Castro.
Presidiu também a Fundação Perseu Abramo, vinculada ao PT, entre 1996 e 2003. Foi um dos coordenadores da campanha de Lula à presidência em 2002, e é amigo pessoal do ex-presidente.
É tio da economista e doutora em sociologia Luiza Dulci, pré-candidata à prefeitura de Belo Horizonte nas eleições municipais de 2020.

### Secretaria-Geral da Presidência da República
Após o êxito de Lula nas eleições de 2002, Luiz Dulci foi escolhido para compor o quadro ministerial inaugural do governo Lula em 1º de janeiro de 2003, no cargo de ministro de Estado Chefe da Secretaria-Geral da Presidência da República. Sua secretaria contou com Iraneth Rodrigues Monteiro como sua chefe de Gabinete e posteriormente assessora, Carlos Roberto Tibúrcio de Oliveira também como seu assessor, Cezar Santos Alvarez como subsecretário-Geral e Luiz Tadeu Rigo como assessor da subsecretaria, Wagner Caetano Alves de Oliveira como subsecretário de Estudos e Pesquisas Político-Institucionais e Ludmila Gerbi Frati como adjunta da subsecretaria, e Luiz Roberto de Souza Cury como subsecretário de Articulação Social.
Sua primeira ação na secretaria foi em 10 de março, quando tornou-se autor do decreto interministerial com José Dirceu para a instituição de um grupo de trabalho que promovesse a criação da Secretaria Especial de Promoção da Igualdade Racial. Duas semanas depois, quando de sua criação, a nova secretaria foi assumida pela ativista e companheira de partido Matilde Ribeiro. Ao final do mês, Luiz Dulci foi condecorado pelo presidente Lula com a admissão à Ordem do Mérito Militar no grau de Grande-Oficial especial.
Em 23 de julho de 2003 foi agraciado com a Grã-Cruz da Ordem do Infante D. Henrique de Portugal. Em 2005, foi desta vez condecorado pelo presidente no grau de Grã-Cruz suplementar da Ordem do Mérito da Defesa.
Dulci foi um dos únicos ministros a permanecerem no mesmo cargo durante os oito anos do governo Lula. Com o início do governo Dilma Rousseff, foi sucedido por Gilberto Carvalho em 1º de janeiro de 2011.